# Jarawa
Jarawa, eller järawa och aong, är ett hotat andamanesiskt språk som talas på Andamanerna i Indien. Dess närmaste, och enda kända, släktspråk är önge..
Själva språkets talare kallar sitt språk för aong som betyder "människa". Namnet jarawa kommer från namnet för jarawafolkets fiender, Aka-Bea, och betyder "utlänning".
Språket har 340 talare. Det finns ingen officiell skriven standard för jarawa. Jarawa kan skrivs med latinska alfabetet eller devanagari. Den första ordboken kom ut 2011 och den är redigerad av Anvita Abbi.

## Fonologi

### Konsonanter
|             |             | Bilabial | Dental | Alveolar | Retroflex | Palatal | Velar    | Faryngal |
| ----------- | ----------- | -------- | ------ | -------- | --------- | ------- | -------- | -------- |
| Klusil      | oasp.       | p \| b   | t \| d |          | ʈ \| ɖ    | c \| ɟ  | k \| g   |          |
| Klusil      | asp.        |          | tʰ     |          | ʈʰ        | cʰ      | kʰ ~ kʰʷ |          |
| Nasal       | Nasal       | m        | n      |          |           | ɲ       | ŋ        |          |
| Frikativ    | Frikativ    | ɸ        |        |          |           | ʃ       |          | ħ ~ ħʷ   |
| Tremulant   | Tremulant   |          |        | r        |           |         |          |          |
| Flapp       | Flapp       |          |        |          | ɽ         |         |          |          |
| Lateral     | Lateral     |          |        | l        |           |         |          |          |
| Approximant | Approximant | w        |        |          |           | j       |          |          |

Källa:

### Vokaler
|             | Främre | Central | Bakre |
| ----------- | ------ | ------- | ----- |
| Sluten      | i      |         | u     |
| Halvsluten  |        | ɪ       |       |
| Mellanvokal | e      | ə       | o     |
| Öppen       |        | a       |       |

Källa:

## Grammatik
Det finns inga plurala personliga pronomen i jarawa utan samma pronomen används i både singularis och pluralis. Pronomen gör skillnad mellan människor och andra..
| Pers. | Pronomen     |
| ----- | ------------ |
| I     | mi           |
| II    | ŋi / ni / ən |
| III   | hi / əhi     |

Jarawa saknar grammatikaliskt genus men har skilda ord för att beskriva till exempel gamla människor baserad på deras kön: /əŋkaːw/ (gammal man) vs. /əŋkaːjaːb/ (gammal kvinna).